# 川崎美海
川崎 美海（かわさき みゅう、1995年10月6日）は、日本の女優。千葉県出身。MAZEプロモーション所属。夫は元プロ野球選手の松田進。

## 略歴
- 中学1年生のときに芸能界に入った[4]。千葉経済大学附属高等学校卒業[1]。
- 2016年には「2017ミス・インターナショナル日本代表選出大会」に出場している[5]。
- 2016年9月24日アイドルユニットヤンチャン学園4期生として入学、2017年8月17日まで活動。
- 2018年1月26日、edgeprojectより｢水玉タレントプロモーション　川崎美海｣初めてのDVD作品を出す。
- 2018年3月9日、リリースされたCD『みずたまにR』収録曲で、自身で初めて『360度開脚する女』の作詞をおこない歌っている。
- 2022年1月12日、自身のTwitterで元プロ野球選手で2022年よりプロスカウト兼育成担当（千葉ロッテマリーンズ）の松田進と2021年に結婚していたことを発表した[3]。

## 作品

### シングル
- はじめまして（2017年4月5日、ダイキサウンド） - ヤンチャン学園音楽部4thシングル[6]

### アルバム
- みずたまにR（2018年3月9日、株式会社ジェイ・フォース）[7]

### 映像作品
- 水玉タレントプロモーション 川崎美海（2018年1月26日、edgeproject）[8]

## 出演

### テレビドラマ
- 孤独のグルメ Season5 第10話（2015年12月5日、テレビ東京） - カップル客2 役
- でぶせん（2016年8月20日 - 2016年10月1日、Hulu） - 子宝恵 役[4]
- 松本清張「花実のない森」（2017年3月29日、テレビ東京） - キャバ嬢 役
- フリンジマン 5話・6話・7話（2017年10月、テレビ東京）- 菜々 役（準レギュラー）[9]
- ラブホの上野さん season2 1話・7話（2017年10月、フジテレビ）- 加藤美月 役[10]

### その他テレビ番組
- 高校野球全力応援TV ガチファン（2018年7月、千葉テレビ放送） - アシスタント

### 映画
- ダブルミンツ（2017年6月） - リツコ 役（[11]
- チア男子（2019年5月） - 冴木 役[12]
- 温泉シャーク（2024年7月）[13]

### その他
- コラム「川崎美海のコンビニ和菓子ラブ」（ZAKZAK）[4]
- 第3期ミス鬼怒川（2016年）[14]
- ヤンチャン学園音楽部 4期生（2016年9月24日入学 - 2017年8月17日卒業）[15]